# La Chapelle-aux-Chasses
La Chapelle-aux-Chasses è un comune francese di 222 abitanti situato nel dipartimento dell'Allier della regione dell'Alvernia-Rodano-Alpi. È attraversato dal fiume Acolin.

## Società

### Evoluzione demografica
Abitanti censiti